# Mhlambanyatsi Rovers FC
Mhlambanyatsi Rovers Football Club w skrócie Mhlambanyatsi Rovers FC – suazyjski klub piłkarski grający w trzeciej, a niegdyś w pierwszej lidze suazyjskiej, mający siedzibę w mieście Mhlambanyatsi.

## Sukcesy
- I liga[1]:
  - mistrzostwo (1): 2004.

- Puchar Eswatini[2]:
  - zwycięstwo (2): 1995.

## Występy w afrykańskich pucharach
| Sezon | Rozgrywki                 | Runda   | Kraj              | Klub          | Dom | Wyjazd | Dwumecz |
| ----- | ------------------------- | ------- | ----------------- | ------------- | --- | ------ | ------- |
| 1996  | Puchar Zdobywców Pucharów | wstępna | Botswana          | Notwane FC    | 0–2 | 0–2    | 0–4     |
| 2005  | Liga Mistrzów             | wstępna | Południowa Afryka | Ajax Kapsztad | 1–1 | 0–1    | 1–2     |

## Stadion
Domowe mecze klub rozgrywa na stadionie o nazwie Bhunya Stadium w Mhlambanyatsi. Stadion może pomieścić 2000 widzów.